# Dioscorea bartlettii
Dioscorea bartlettii är en enhjärtbladig växtart som beskrevs av Conrad Vernon Morton. Dioscorea bartlettii ingår i släktet Dioscorea och familjen Dioscoreaceae. Inga underarter finns listade i Catalogue of Life.